# Kammergutsbergschuh
Der Kammergutsbergschuh war ein österreichisches Längenmaß.
- 1 Kammergutsbergschuh = 0,2975 Meter